# Rifugio Maria e Franco
Das Rifugio Maria e Franco ist eine alpine Schutzhütte der Sektion Brescia des Club Alpino Italiano (CAI). Sie liegt in der italienischen Region Lombardei in der Adamellogruppe auf einer Höhe von 2574 m s.l.m. innerhalb der Gemeinde Ceto. Die Hütte wird von Mitte Juni bis Mitte September bewirtschaftet und bietet 45 Bergsteigern Schlafplätze.

## Lage und Umgebung
Die Schutzhütte liegt im oberen Valle di Dois knapp unterhalb des Passo Dernal. Östlich der Hütte befindet sich der Monte Re di Castello (2889 m), der in etwas mehr als einer Stunde vom Rifugio Maria Franco aus zu erreichen ist. Die 1976 erbaute Hütte liegt am Adamello-Höhenweg Nr. 1. Sie wurde an der gleichen Stelle errichtet, an der das im Ersten Weltkrieg zerstörte und 1911 erbaute Rifugio Brescia stand.

## Zugänge
- Von der Malga Bissina, 1790 m ⊙ auf Weg 242 in 3 Stunden
- Von Case di Val Paghera, 1189 m ⊙ auf Weg 37 in 4 ½ Stunden
- Von La Rasega, 1130 m ⊙ auf Weg 20, 89 in 4 ½ Stunden

## Übergänge und Nachbarhütten
- Zum Rifugio Tita Secchi, 2367 m ⊙ in 5 Stunden
- Zum Rifugio Città di Lissone, 2017 m ⊙ in 4 ½ Stunden
- Zum Rifugio Val di Fumo, 1918 m ⊙ in 5 Stunden